# Chanson
Chanson es un término francés, que en español se refiere a cualquier canción con letra en francés y, más específicamente, a piezas vocales de tema amoroso, y también a las de crítica social y política, en particular las pertenecientes al estilo de los cabarés. En ese ámbito, se llama chansonnier al intérprete de canciones de carácter humorístico o satírico.
En un modo más especializado, la chanson es una pieza musical polifónica de la Baja Edad Media y del Renacimiento. Las chansons antiguas tendieron a presentar una forma fija como balada, rondó o virelay, aunque posteriormente muchos compositores usaron la poesía popular en variedad de formas musicales.

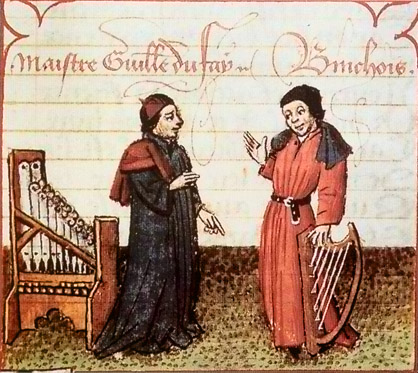
Guillaume Dufay y Gilles Binchois.

Las primeras chansons fueron para dos, tres o cuatro voces. Al principio la norma eran tres voces, y se comenzó a usar cuatro en el siglo XVI. Algunas veces, los cantantes eran acompañados por música instrumental. Ligeras, rápidas, rítmicas, silábicas. Utilizan el metro binario. La melodía está en la voz superior. Los temas de sus textos son variados, aunque predomina el amoroso.
El más célebre compositor de este género es Clément Janequin.

## Historia

### SigloXV
Guillaume Dufay y Gilles Binchois, quienes escribieron las llamadas "chansons borgoñonas" (así llamadas por provenir ambos de la región conocida como Bourgogne: en español, Borgoña), fueron los compositores más importantes de la siguiente generación (1420-1470). Sus chansons son en general simples en estilo, con tres voces con un tenor estructural. Otras figuras de esta forma musical son Johannes Ockeghem y Josquin Des Pres, cuyas obras cesaron de estar constreñidas a las formas fijas y comenzaron a desarrollar un estilo impregnado de imitación similar al que se encuentra en los motetes y en la música litúrgica de la época.

### SigloXVI
A mediados de siglo, Claudin de Sermisy y Clément Janequin compusieron las llamadas "chansons parisinas", en las que también abandonan las formas fijas, en un estilo más simple y homofónico, creando algunas veces música que es evocativa de cierta imaginación.
Muchas de estas chansons parisinas fueron publicadas por Pierre Ataingnant. Compositores de su generación, así como otros posteriores, como Orlando di Lasso, fueron influenciados por el madrigal italiano. Muchas piezas instrumentales antiguas eran variaciones ornamentadas (disminuciones) de chansons.
La chanson fue convirtiéndose también en canzona, una de las 47 raíces del sonata.
Las canciones solistas francesas se desarrollaron a fines del siglo XVI, probablemente a partir de las chansons parisinas. Durante el siglo XVII florecieron los "air de cour", chanson pour boire y otros géneros similares acompañados generalmente por laúd o teclado, compuestos entre otros por Antoine Boesset, Denis Gaultier, Michel Lambert, y Michel-Richard Delalande.

### SiglosXVIIyXVIII
Las canciones constituyeron un elemento esencial de la opéra-comique francesa del siglo XVIII. En encuentros informales, como los «dîners du Caveau», que se popularizan en la primera mitad del siglo XVIII, la canción se hace también popular entre artistas, escritores y académicos. Las canciones socialmente críticas, satíricas o incluso poéticas determinan cada vez más el repertorio de las obras contemporáneas13.
En la época de la Revolución Francesa, las canciones de movilización se imponen14. Ejemplos bien conocidos son dos himnos revolucionarios: Ah! ça ira y La carmagnole. En 1959, Pierre Barbier y France Vernillat, en su monumental Histoire de France par les chansons (ocho volúmenes, Gallimard), recogen más de 10 000 canciones, de las cuales más de 2 000 corresponden únicamente al período revolucionario de 1789 a 1795.

### SigloXIX
A partir del XIX, la canción francesa desarrolló una nueva personalidad como canción de cabaré. A diferencia del aria de ópera y la opereta, el género es independiente de cualquier trama escénica, no es necesariamente interpretado dentro de una obra de teatro musical y generalmente no cuenta con coros. Mientras la tradición de la canción literaria se limitó progresivamente al entorno de los clubes y sociedades, los cafés y teatros de variedades adquirieron importancia como lugares de presentación, alentados por el hecho de que los teatros habían perdido el monopolio de las representaciones públicas. En la década de 1830, los primeros cafés cantantes comienzan a aparecer en las calles de París, convirtiéndose en lugares de entretenimiento para los trabajadores y un público en principio mayoritariamente pequeño-burgués, y más tarde burgués, siguiendo los pasos de la Goguette. Son seguidos por los cafés-concierto situados principalmente en los barrios del noreste de la ciudad, en Montmartre y el Barrio Latino, donde viven las «clases trabajadoras» y donde en ocasiones se interpretan canciones con críticas sociales y políticas. La Eldorado abre en 1858 y se eleva al rango de templo de la canción con sus 2.000 localidades, seguida por la Scala. A finales de siglo, establecimientos literarios y artísticos abren en el barrio parisino de Montmartre, como Le Chat noir, el Moulin-Rouge, las Folies Bergère y el Olympia.

### SigloXX

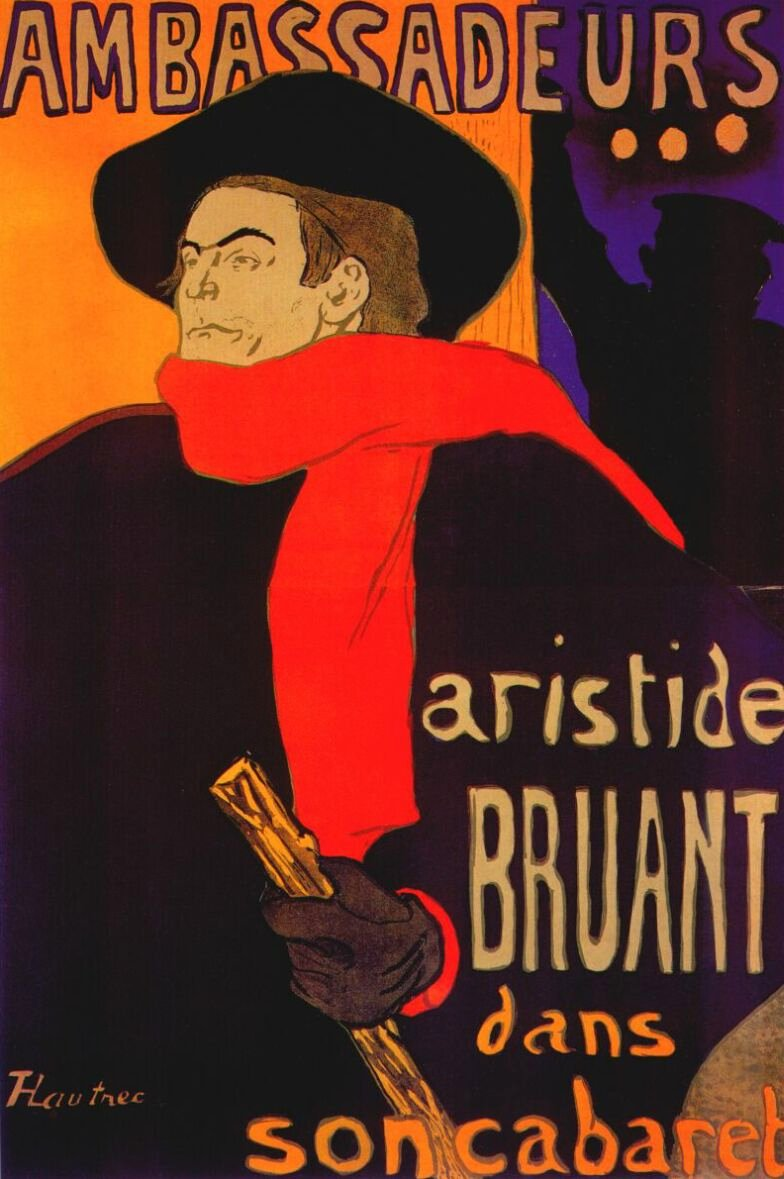
Aristide Bruant

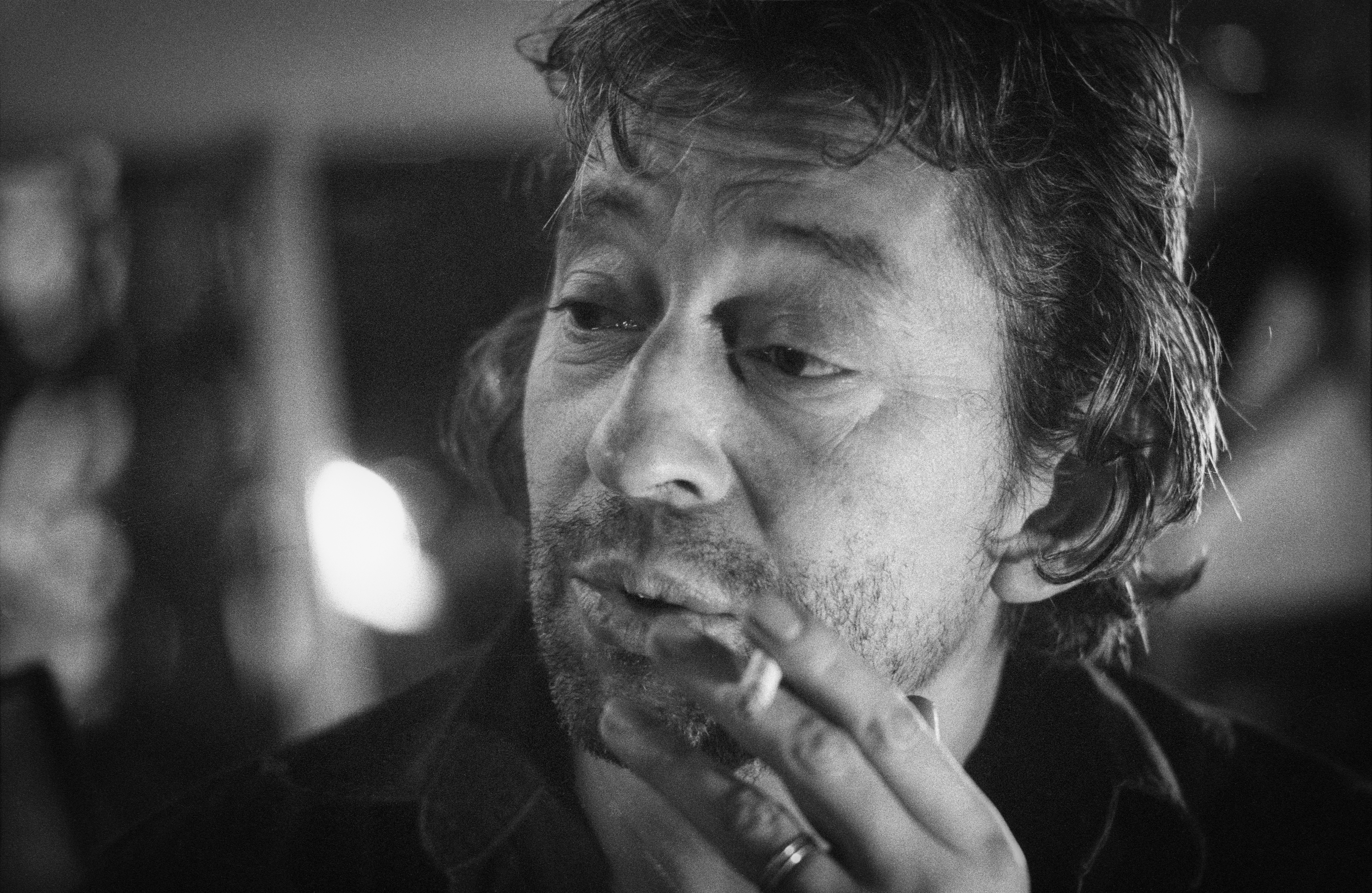
Serge Gainsbourg

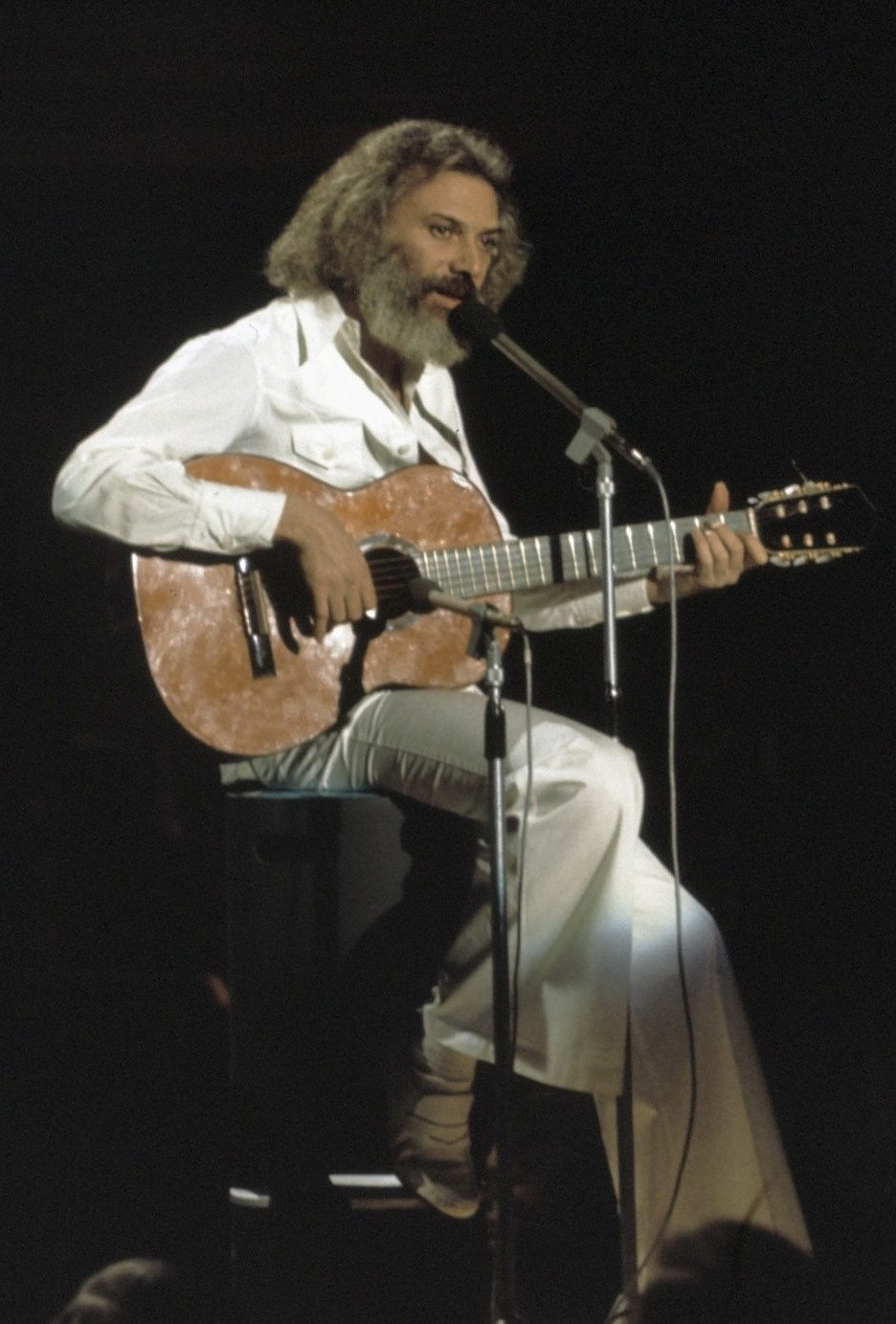
Georges Moustaki

En el siglo XX, la expresión "la chanson" se utiliza principalmente para referirse a cantautores, especialmente de estilo trovador, como Gilbert Bécaud, Édith Piaf, Jacques Brel, Charles Aznavour, Aristide Bruant, Léo Ferré, Serge Gainsbourg, Georges Moustaki, Alain Souchon, Charles Trenet, Boris Vian, Cora Vaucaire etc.

## Algunas de las canciones francesas más famosas
- Frère Jacques. Tradicional, siglo XVI. Es un rondó a 4 voces, uno de los más conocidos, sencillos y fáciles de interpretar.
- Au clair de la Lune (Claro de luna). Tradicional, siglo XVIII.
- Mambrú se fue a la guerra (Malbrough s'en va-t-en guerre). Tradicional, siglo XVIII.
- Non, je ne regrette rien, letra de Michel Vaucaire y música de Charles Dumont, popularizada por Édith Piaf.
- Rose Blanche (Rue Saint-Vincent), letra y música de Aristide Bruant, fue su canción más conocida.
- Las hojas muertas (Les feuilles mortes), 1945, letra de Jacques Prévert y música de Joseph Kosma.
- La vie en rose, 1945, una de las canciones más famosas de Édith Piaf.
- La mer (El mar), 1946, letra y música de Charles Trenet.
- C'est si bon, 1950, música de Henri Betti, letra original en francés de André Hornez y, en inglés, de Jerry Seelen, popularizada principalmente por Louis Armstrong e Yves Montand.
- Le Déserteur, 1954, letra de Boris Vian, música de Harold Berg.
- Ne me quitte pas, 1959, letra y música de Jacques Brel.
- Tous les garçons et les filles (Todos los chicos y chicas), 1962, popularizada por Françoise Hardy.
- Le métèque (El extranjero), 1968, letra y música de Georges Moustaki.
- Je t'aime... moi non plus, 1969, letra y música de Serge Gainsbourg. La versión más conocida es la de Serge Gainsbourg y Jane Birkin.
- Désenchantée, 1991, interpretada y escrita por Mylène Farmer y compuesta por Laurent Boutonat. Es una de las canciones francesas más vendidas de la historia, forma parte del disco "L'autre", que es el segundo disco francés más vendido de la historia.
- Pour que tu m'aimes encore, 1995, interpretada por Céline Dion y compuesta por Jean-Jacques Goldman, es la canción más importante de la carrera de Celine en francés .
- Moi... Lolita, 2000, es interpretada por Alizée, letra de Mylène Farmer y música de Laurent Boutonat. Esta canción fue todo un fenómeno en Francia, vendió 2,5 millones de singles y ha sido la única canción francesa en entrar en el top 5 de Inglaterra.
- Tu es foutu de la cantante italiana In-Grid, logró altos niveles de popularidad en América Latina.
- Je veux de la cantante francesa Zaz, forma parte del disco ZAZ, editado en 2010.
- Quelqu'un m'a dit de la cantante Carla Bruni, forma parte del disco Quelqu'un m'a dit, de 2003.

## Discografía
- 50 Ans de Chansons (2 CD), Jacques Canetti, edición de autor, 1992. Incluye canciones de Georges Brassens, Serge Gainsbourg, Juliette Gréco, Yves Montand, Édith Piaf y Boris Vian, entre otros.